# 金城奈々絵
金城 奈々絵（きんじょう ななえ、1982年10月14日 - ）は、ラジオ沖縄のアナウンサー。

## 現在担当している番組
- ユーグラデーションタイムチョイス!（月・火）
- おはようインタビューパート2
- 恋はななえやえ
- 思いやり交差点

## 過去に担当していた番組
- スプラッシュ!!!
- Island Today!